# 游隼号列车

路线 (互动式地图)

游隼号列车（羅馬化：Sapsan），或直接音譯為薩普桑號，是俄罗斯铁路型及型电力动车组的统称，它在制造商西门子内部又被称作（RUS代表俄罗斯）。两款动车组均是由ICE-3列车衍生而来、并基于Velaro平台开发的第三代高速列车。其车体是根据进行加宽，但仅可在俄罗斯的宽轨轨距中运行，并尤其适用于歐亞大陸北方特殊的寒冷气候条件。自2009年12月起，已有8组列车投入俄罗斯的定期运营。
首批交付使用的型动车组为双电压制式列车，可用于3千伏直流电及25千伏50赫兹交流电的电气化铁路；随后生产的型动车组则为单电压列车，仅适用于3千伏直流电。另有8列十节编组的单电压列车则应自2014年1月起投入服务。

## 规划
2002年，俄罗斯铁路的ES250型电力动车组计划宣告失败。
2004年12月21日，包括西门子、俄罗斯铁路及俄罗斯新运输科技集团（NTT）在内的3家企业，于德国联邦总理施罗德及俄罗斯总统普京的见证下，签署了首批60组高速列车的共同开发及生产意向协议。其中开发工作由西门子及NTT共同完成，生产工作则应主要在俄罗斯进行。首组列车预计在2007年完工，协议总价值达到15亿欧元。此外，对于另外90组列车的选择权也已达成协议。工作组需要明确技术、组织及财务问题。
2005年4月10日（一说为2005年4月11日），西门子及俄罗斯铁路在施罗德及普京的出席下，于汉诺威签署了为俄罗斯开发高速列车的合同。在这份文件的框架中对开发及立项作出了规管，例如本土化概念及稍后落实的交付合同架构。开发成本估计为4,000万欧元。原有基于开发合同的交付合同应在2005年落实，当中包括60组列车的交付及价值15亿欧元的工程总量。首组列车的计划在2007年底交付。普京宣称，西门子的德国工厂可能会被完全用来处理来自俄罗斯的订单，直至2015年。
据2005年底新聞报道，俄罗斯铁路新任总裁亚库宁计划将订单数量减少至6组列车。
2006年5月18日，俄罗斯铁路与西门子交通集团又在索契签署了一项生产8组十节编组的Velaro RUS列车的交付合同。

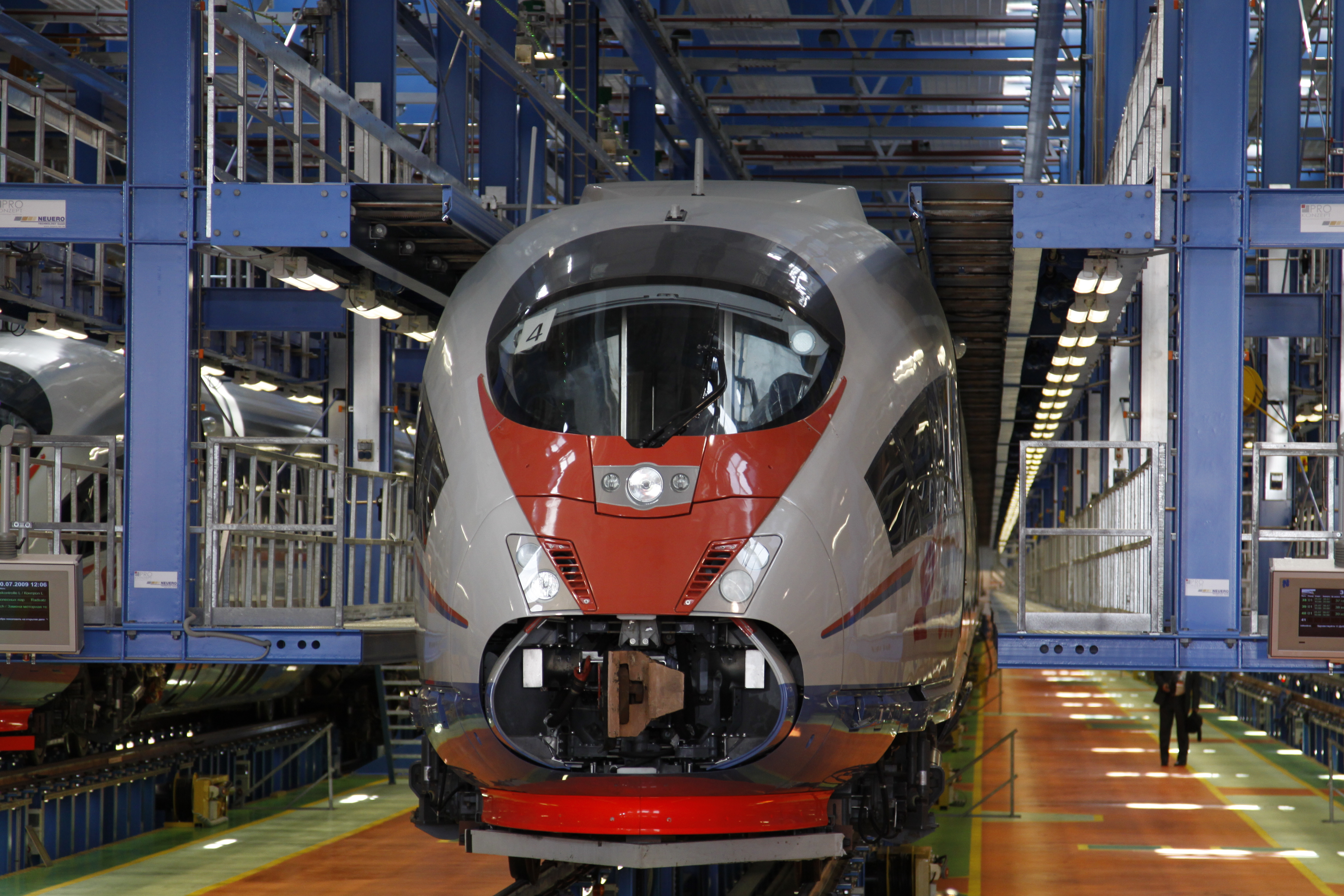
游隼号于梅塔洛斯托雷维修车间

2006年4月，一个1:1比例的端部车厢实物模型被委托建造，于三个月后在奥格斯堡完成，并于2006年8月3日在圣彼得堡展出。2007年4月23日，双方又在莫斯科签署了一份为期30年的维护合同——这也是迄今俄罗斯持续时间最长的定单。这项维护将由制造商全权负责，并在圣彼得堡东南部的梅塔洛斯托雷维修车间开展工作。2008年6月，维修车间举行了封顶仪式。当地除了一个三方参与的综合性厂房外，还建有一个外部及内饰清洗系统以及一个低地车床及检测系统。截至2012年，已有70名员工入驻维修工廠，当中包括40名西门子员工（6人来自德国）及30名向俄罗斯国家铁路租用的员工。
2007年7月20日，俄罗斯铁路总裁亚库宁在西门子的克雷费尔德-乌丁根工厂象征性的启动了Velaro RUS列车的生产线。该合同价值约6.3亿欧元，其中2.63亿欧元用于列车交付，3.541亿欧元用于维护合同。为了筹措购买动车组的所需资金，俄罗斯铁路还向德意志银行申请了4.22亿美元的贷款。

### 第二批次
2011年12月17日，俄罗斯铁路再次签署了订购另外8组十节编组的3千伏单电压制式列车的合同。合同内容还包括一份为期30年的维护条款，总价值约为6亿欧元。列车的生产工作将在克雷费尔德-乌丁根的西门子工厂进行。
十节编组动车组的首节车厢设有19个头等舱席位以及在驾驶室后方的4座贵宾室。第二节车厢提供52个商务舱席位及一个服务区域。其它八节车厢则可提供每节最多66个经济舱席位。
2012年12月3日，委托方和承托方的代表在克雷费尔德-乌丁根的西门子工厂启动了8组新列车的投产仪式。第二批次的列车将自2014年1月投入服务，并自2014年10月起开始在圣彼得堡至莫斯科乃至弗拉基米尔的线路中运营，并将采用重联运行。为了做到这一点，列车的夏芬伯格式连接器必需加装SA-3车钩的适配器。这些列车同样可以与第一批次的动车组相连。
2013年12月中旬，第二批次的首列动车组通过海运抵达圣彼得堡。

## 生产及交付

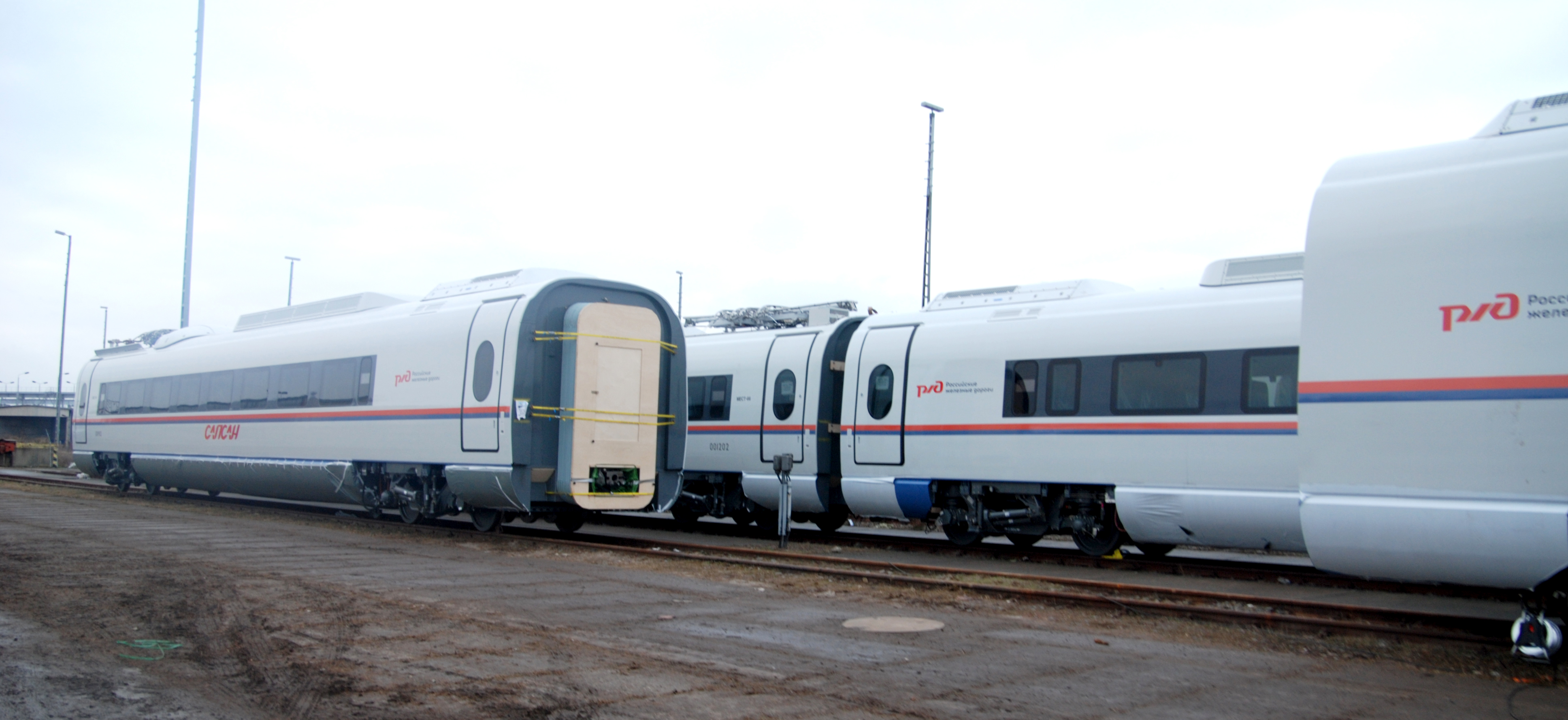
2009年在萨斯尼茨付运的一组Velaro RUS

列车的设计及规划工作是在埃尔朗根及克雷费尔德进行。骨架建造及总装在克雷费尔德-乌丁根工厂完成。转向架则由西门子的格拉茨工厂生产。
Velaro RUS列车的首节车厢是在2008年初于克雷费尔德完成装配。其后于2008年9月23日举行的柏林轨道交通技术展中，首组列车的前三节车厢也正式发布。第一列完整的多电压列车则是在2008年11月13日通过吕根岛的萨斯尼茨港运往俄罗斯的乌斯季卢加。在此之前，列车必须通过公路由克雷费尔德运往吕根岛。只有在萨斯尼茨港，德国唯一的宽轨渡轮码头，列车可以通过复轨器分为两部分，再盘绕固定在渡轮上。所有其它列车都采用这种方式交付，其中包括随后付运的4组多电压列车和4组单电压列车。2008年12月26日，首组列车在圣彼得堡的莫斯科车站面世。列车的调试及检验工作则分别在圣彼得堡的车厂、莫斯科至圣彼得堡之间的线路、全俄铁道运输科学研究院的环行铁道试验基地以及別洛列琴斯克的高速试验线路中进行。
2009年12月22日，第一批次的最后8组列车完成付运。

## 运用

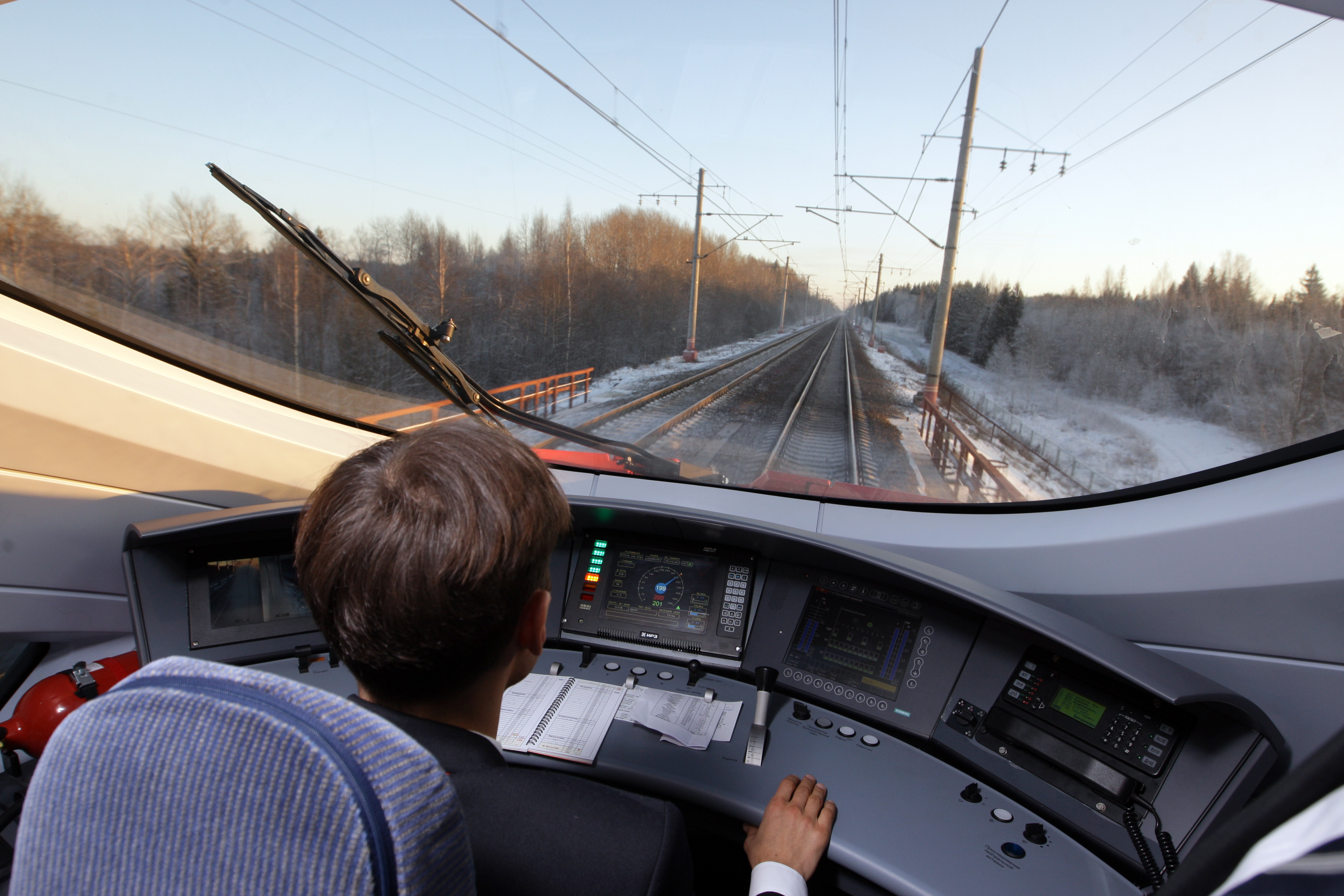
驾驶舱视角

2009年5月2日，游隼号列车在一次试运行中达到281公里/小时的最高速度，从而创造了俄罗斯铁路迄今最高的速度纪录。在圣彼得堡至莫斯科线路的奧庫洛夫卡至穆斯京斯基莫斯特区间，这些批量生产的列车可以超出核准的速度极限约10%。2009年8月2日，俄罗斯铁路总裁亚库宁出席了列车在莫斯科－聖彼得堡鐵路运行的首发仪式。
随后游隼号又在公开运行之前，曾于2009年11月27日担当了在恐怖袭击中受损的涅夫斯基特快號列車的救援任务。
在2009年12月开始的正式运行时，游隼号列车遭遇了一些技术问题，并由于发动机故障而导致了长达45分钟的延误。俄罗斯铁路要求西门子为此支付罚金。而列车的轮对磨损情况在最初几个月也比预期要高的多。
至2010年4月5日，由于线路施工，列车在人口较密集的线路中的运行时间从225分钟增加为235至285分钟。同时开行的班次由每日3对增加至5对。2010年5月，列车的平均上座率维持在90%以上。
自2010年7月30日起，游隼号列车也开始提供由圣彼得堡（经莫斯科）至下诺夫哥罗德之间的服务。全程将耗时8小时5分钟。而在此之前，两地之间的列车旅行时间约为15小时。只有具备交流电制式的列车可以在整条线路中运行，单电压机车则仅能终到线路中部的弗拉基米尔车站。
2011年3月，一列游隼号列车因气门结冰而导致晚点2小时，这是同一个月内遭遇的第三次5分钟以上延误，以至于亚库宁直接向西门子CEO罗旭德进行了投诉。随后，西门子根据故障原因采取了提高抗寒能力的措施。据西门子介绍，截至2012年，列车的可用性始终都超过合同所约定的98%以上。
列车经常被投掷石块，其原因是由于高速列车的开行班次及运行时间仅限于各郊区线路中，而且高速列車運行沿線並沒有安裝任何隔離帶，時速200公里運行的列車容易使因沒隔離帶而隨意靠近路軌的人員有被列車掀起的氣流掀倒甚至相撞的危險，而且非常吵鬧，部分人會因此以石塊或冰塊拋向列車報復洩憤。。这也导致了车辆段每年需要对列车更换最高达150扇玻璃窗。俄國運輸部則建議為高速列車另設有隔離帶的新線以和舊鐵路線分開。
2022年3月22日，在俄羅斯入侵烏克蘭之後，西門子暫停了向俄羅斯供應額外列車組的合同，並宣佈自5月12日起停止新業務和中止對俄供貨，徹底撤出該國鐵路市場，俄方表示將繼續維持對列車的營運。

### 线路

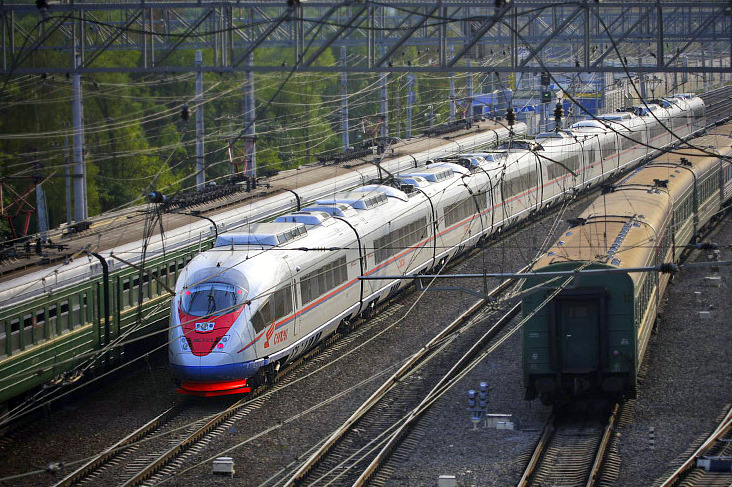
游隼号运行于莫斯科-圣彼得堡铁路

游隼号列车自2009年12月17日起开始在圣彼得堡至莫斯科之间提供正常运行。首批5组按俄罗斯宽轨轨距构建的动车组全长约250.3米，它们自12月17日起被允许在莫斯科-圣彼得堡铁路中以250公里/小时的最高速度提供客运服务。在这条3千伏直流电的电气化铁路中，单电压列车于莫斯科至圣彼得堡间不停站的运行时间约为3小时40分钟，而经停丘多沃、奥库洛夫卡、博洛戈耶、上沃洛乔克及特维尔的列车则全程需时约4小时10分钟。在此之前，该线路的运行时间约为4.5小时至8小时。在线路经过经一步的基建改造后，列车的运行速度有望提升至300公里/小时以上。
多电压列车，包括3组分别于2010年3月、4月及7月投入使用的列车，则在全长442公里的既有莫斯科-下诺夫哥罗德铁路中运行，初期的最高运行速度为160公里/小时，运行全程约为3小时55分钟。该线路在弗拉基米尔至下诺夫哥罗德之间为25千伏50赫兹的交流电路段，因此只能使用第一批次生产的双电压列车。可操作的站台高度在1,100毫米至1,300毫米之间。

## 技术

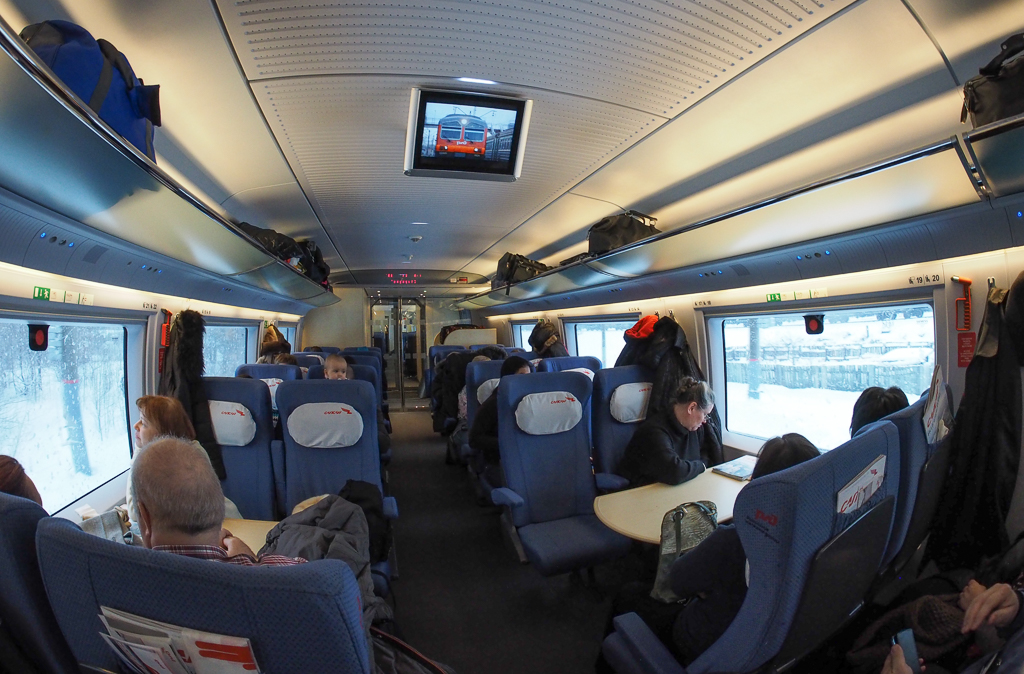
商务舱内部

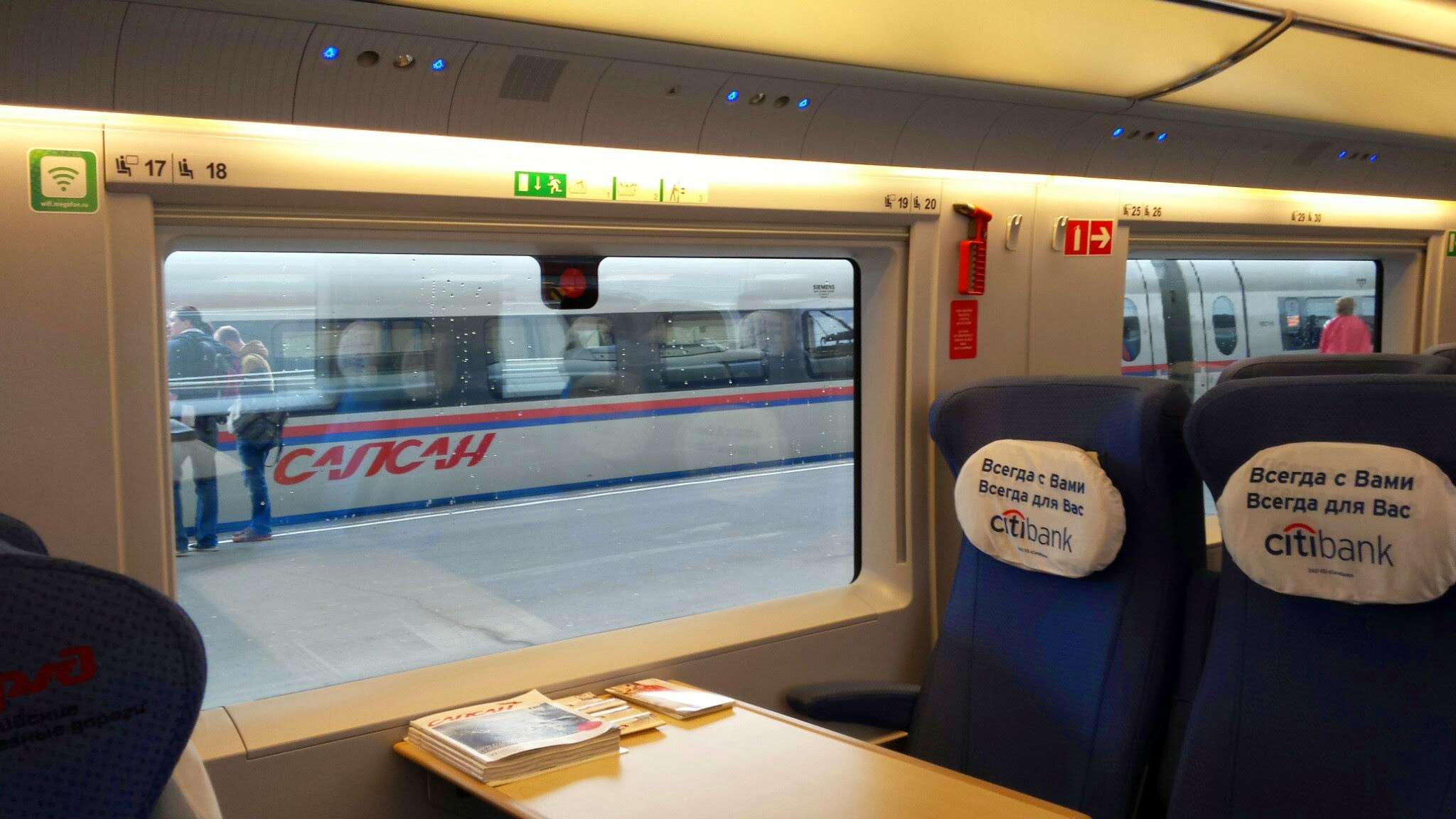
车窗

游隼号列车必须同时符合欧洲及俄罗斯的标准。俄罗斯国家铁路已委托相关的研究机构，按其规定的技术要求对动车组进行转换及测试。与此相反，列车中的各个组件也必须通过欧盟方面的认证。针对俄罗斯特殊的电磁兼容性要求，将通过多方面的措施实现支持。
此外，列车必须适应特定的气候要求，因此其前照灯的功率被显著提高。列车的设计理念是，它们必须在室外温度达-40℃的条件下使用不受限制，与安全相关的系统则可达-50℃。为了节省额外的暖气消耗，列车车体只能由特殊材料制成。空调系统可在-40℃至+27℃之间的条件下确保室内温度达到22℃。驾驶室使用独立的空调，并设有一个额外的脚取暖器。在整车电路发生故障的情况下，列车还可以直接从接触网取电进行供暖。底部构件的冷却系统是通过一条通风管道连接至车顶，以避免出现吹雪。
有4组单电压列车（另加8组第二批次）可用于3千伏直流电运行以及4组双电压列车可额外在25千伏50赫兹交流电运行，其核定最高速度可达330公里/小时。在双电压列车中，电压制式是完全通过电力分离。当交流供电处于正常运营状态下，指定的2副受电弓会有1副提供驱动；在直流供电状态下，指定的4副受电弓会有2副提供驱动。所有使用的受电弓均与于Velaro E列车相同，但它们采用了适当的材料以使工作温度范围扩大至-50℃，升降杆的宽度也相应调整为1,950毫米。整车电路甚至可以在接触网电压发生变化时无需切换，而继续通过独立于电网的牵引逆变器供电。这样的分离点通道同样也可用于对牵引电动机的能量回收。
单电压及双电压的列车均提供250米长的604个座席空间，其中包括两节104席的商务舱及八节共500席的经济舱。头等舱设于列车的两端，并设有两间贵宾室。列车同时设还有餐饮服务及小酒馆可供选择。驾驶室及客舱之间通过一扇玻璃幕墙相隔，它可根据需要由火车司机切换为透明或非透明状态。列车的内部及外部均配备了视频监控系统。

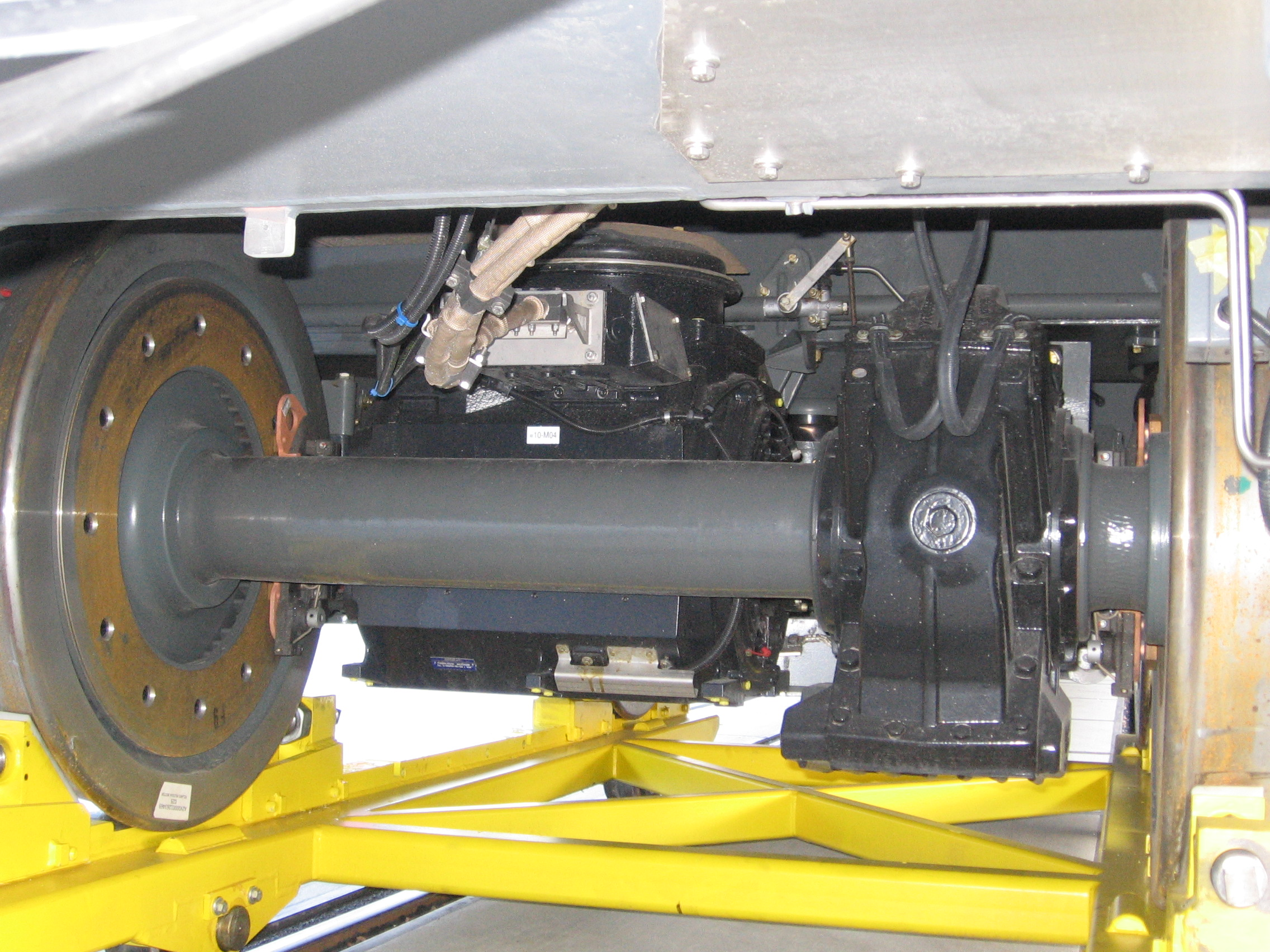
传动转向架

两节端部车厢的连接器均配备了SA-3车钩，尽管在最初的运用计划中它们并不采用重联运行。驾驶室根据俄罗斯法规获得了一个更大的空间，由于允许火车司机站立驾驶超过3个小时，驾驶室的头部形状已根据190厘米的身高进行了调整。同样根据俄罗斯的法规，列车原则上必需配备两名火车司机，因为俄罗斯的铁路运输并不设紧急列车停止装置。相较于Velaro CN列车，Velaro RUS尽管车体宽度相同，但它们在两个等级的车厢中均采用2+2的座位布局。所有中部车厢共设有13个标准厕所，另有1个无障碍厕所则设于列车的中部。乘降门的净宽为900毫米，净高则为2,050毫米。
列车两半的各五节车厢均设有独立运转的牵引系统，其组件都被均匀的安装在所有车厢的底板下。两个牵引系统具有相同的动力机组，例如传动及制动控制，它可以在其中一个单元失效的情况下，由另一个单元继续维持列车75%的牵引及制动性能。十节编组的列车共有16个传动机组分布在8节车厢，当中包括牵引电动机、齿轮箱及连接器。牵引电动机在传动转向架上呈横向排列。主制动器是一种无磨损的再生制动，它们通过每个传动转向架上的牵引电动机运作，并允许动能反馈。传动转向架安装的另一款制动装置是带有制动盘的空气制动。此外，在从动转向架中的每个轮轴上还设有3个内座圈制动器。在驻车制动的状态下，每节车厢则有各自的弹簧制动可用。

## 参看
- 和谐号CRH3C型电力动车组
- 西門子Velaro